# Revere (Massachusetts)
Revere è una città degli Stati Uniti d'America facente parte della contea di Suffolk nello stato del Massachusetts.
Adiacente alla città di Boston, ne è un sobborgo nord-orientale. È famosa in tutto il mondo per aver dato i natali a John Cazale.